# James Harris (Leichtathlet)
James Harris (* 18. September 1991) ist ein US-amerikanischer Sprinter und Hochspringer.
Bei den US-Meisterschaften 2011 wurde er Dritter im Hochsprung.
2013 wurde er bei den US-Meisterschaften 2013 über 400 Meter Fünfter und für die US-Stafette bei den Weltmeisterschaften in Moskau nominiert. Dort wurde er im Vorlauf der 4-mal-400-Meter-Staffel eingesetzt und trug so zum Gewinn der Goldmedaille für das US-Team bei.

## Persönliche Bestleistungen
- 400 m: 45,23 s, 5. Juni 2013, Eugene
  - Halle: 46,66 s, Fayetteville
- Hochsprung: 2,24 m, 30. März 2013, Austin
  - Halle: 2,27 m, 4. Februar 2012, New York City